# Park Narodowy Ałtaj-Tawanbogd

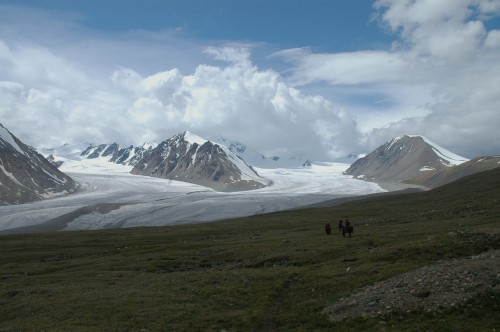
Lodowiec w parku narodowym

Park Narodowy Ałtaj-Tawanbogd (mong. Алтай Таванбогд байгалийн цогцолборт газар; Altaj Tawanbogd bajglijn cogcolbort gadzar) – park narodowy w zachodniej Mongolii, w ajmaku bajanolgijskim, przy granicy z Rosją i Chinami. Zajmuje powierzchnię 636 161 ha.

## Geografia
Terytorium parku narodowego obejmuje część Ałtaju Mongolskiego, w której występują duże rumowiska skalne, lasy wysokogórskie, łąki i półpustynie, jeziora oraz doliny rzeczne. W północnej części znajduje się najwyższy szczyt Mongolii – Chujten (4374 m n.p.m.). Nieopodal leży Lodowiec Potanina, który wraz z innymi lodowcami zasila rzeki mające swoje ujścia w Kotlinie Wielkich Jezior. Na terenie parku znajdują się duże jeziora, m.in.: Choton nuur, Churgan nuur i Dajan nuur.
Klimat odznacza się surowością. Zdarzają się częste mrozy i silne wiatry. Okres wegetacji jest krótki.

## Fauna
W parku występują m.in. dzikie owce, pantery śnieżne, jelenie, kozłowate, wydry, kuny, ułary ałtajskie oraz orły przednie.

## Turystyka
Teren nadaje się do turystyki górskiej i ekoturystyki. Istnieje możliwość uprawiania wspinaczki górskiej, wędkarstwa (w lokalnych rzekach występuje duża populacja tajmena), raftingu oraz spływów kajakowych.